# Macrozamia secunda
Macrozamia secunda — вид голонасінних рослин класу саговникоподібні (Cycadopsida).
Етимологія: лат. secundus — односторонній або що мають органи повернуті на ту ж сторону, з посиланням на розміщення листових фрагментів на хребті.

## Опис
Рослини без наземного стовбура, стовбур 8–15 см діаметром. Листя 1–8 в короні, сіро-зелене або синє, напівглянсове або тьмяне, завдовжки 40–80 см, з 80–170 листівок; хребет від спірально не закрученого до помірно спірально закрученого, відігнутий; черешок 5–15 см в завдовжки, прямий, без шипів. Листові фрагменти прості; середні — завдовжки 80–200 мм, шириною 3–8 мм. Пилкові шишки веретеновиді, 15–20 см завдовжки, 4–5 см діаметром. Насіннєві шишки яйцюваті, завдовжки 15–25 см, 7–9 см діаметром. Насіння яйцеподібне, 20–35 мм завдовжки, 17–25 мм завширшки; саркотеста червона.

## Поширення, екологія
Країни поширення: Австралія (Новий Південний Уельс). Рослини зустрічаються в низьких, відкритих, сухих склерофітних рідколіссях на добре дренованих територіях, часто на кам'янистих підйомах.

## Загрози та охорона
Рослини зустрічаються в Національному парку Нангар.